# Leont l'Egipci
Leont l'Egipci (en llatí Leo o Leon Aegyptus, en grec Λέων, -οντος), fou un sacerdot egipci anterior al començament del cristianisme, i segons Agustí d'Hipona un sacerdot d'alt rang (Magnus antistes).
En la controvèrsia que es va establir entre els pagans i els cristians, aquests l'esmenten com la persona que va admetre que els déus pagans havien estat originalment homes i amb això coincidia amb el seu contemporani (o potser una mica anterior) Evèmer. Era sacerdot quan Alexandre el Gran va ser a Egipte (332-331 aC), i Agustí parla d'una carta d'Alexandre a la seva mare on explicava que Lleó deia que els déus, fins i tot els dii majorum gentium havien estat homes.
Potser era d'origen grec i Arnobi el vell l'anomena Lleó de Pel·la, un epítet no ben explicat. Worth l'identifica amb Leonteu de Làmpsac, el marit de Temista, la filòsofa epicúria. Però el marit de Temista sempre és anomenat "Leonteus", mai Lleó (Leo). Arnobi diu que els seus escrits sobre la natura humana dels déus pagans eren antics i accessibles a la seva època, però és possible que es refereixi, igual que Agustí, a la carta d'Alexandre a la seva mare. Climent d'Alexandria també parla de Lleó en els mateixos termes i diu que s'havia compromès a utilitzar els escrits de Lleó. Tertulià anima als seus lectors a desenvolupar les idees de Lleó, i Gai Juli Higí diu que va escriure una història d'Egipte en el seu període mític.